# (15893) 1997 GV20
A (15893) 1997 GV20 a Naprendszer kisbolygóövében található aszteroida. A LINEAR projekt keretében fedezték fel 1997. április 6-án.